# Phenax rugosus
Phenax rugosus är en nässelväxtart som först beskrevs av Jean Louis Marie Poiret, och fick sitt nu gällande namn av Hugh Algernon Weddell. Phenax rugosus ingår i släktet Phenax och familjen nässelväxter. Inga underarter finns listade i Catalogue of Life.